# La Madelaine-sous-Montreuil
La Madelaine-sous-Montreuil ist eine französische Gemeinde im Département Pas-de-Calais in der Region Hauts-de-France. Sie gehört zum Arrondissement Montreuil und zum Kanton Berck.

## Lage
Die Gemeinde La Madelaine-sous-Montreuil liegt an der Canche im Nordwesten des Artois, unmittelbar westlich von Montreuil-sur-Mer und zwölf Kilometer östlich der Ärmelkanalküste. Nachbargemeinden von La Madelaine-sous-Montreuil sind Attin im Norden, Neuville-sous-Montreuil im Nordosten, Montreuil-sur-Mer im Osten, Campigneulles-les-Petites im Süden, Sorrus im Südwesten sowie La Calotterie im Nordwesten.

## Bevölkerungsentwicklung
| Jahr                       | 1962 | 1968 | 1975 | 1982 | 1990 | 1999 | 2006 | 2015 | 2022 |
| -------------------------- | ---- | ---- | ---- | ---- | ---- | ---- | ---- | ---- | ---- |
| Einwohner                  | 139  | 124  | 136  | 139  | 147  | 156  | 166  | 165  | 148  |
| Quellen: Cassini und INSEE |      |      |      |      |      |      |      |      |      |

## Sehenswürdigkeiten
- Schloss
- Kapelle Notre-Dame-des-Sept-Douleurs

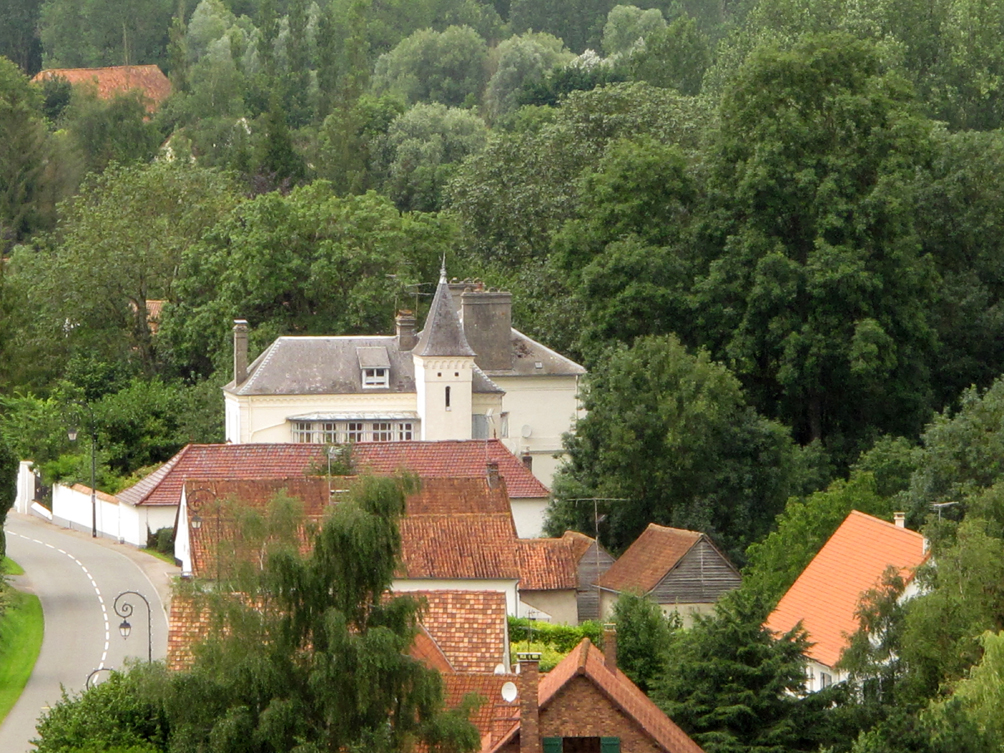
Blick auf das Schloss von La Madelaine-Sous-Montreuil
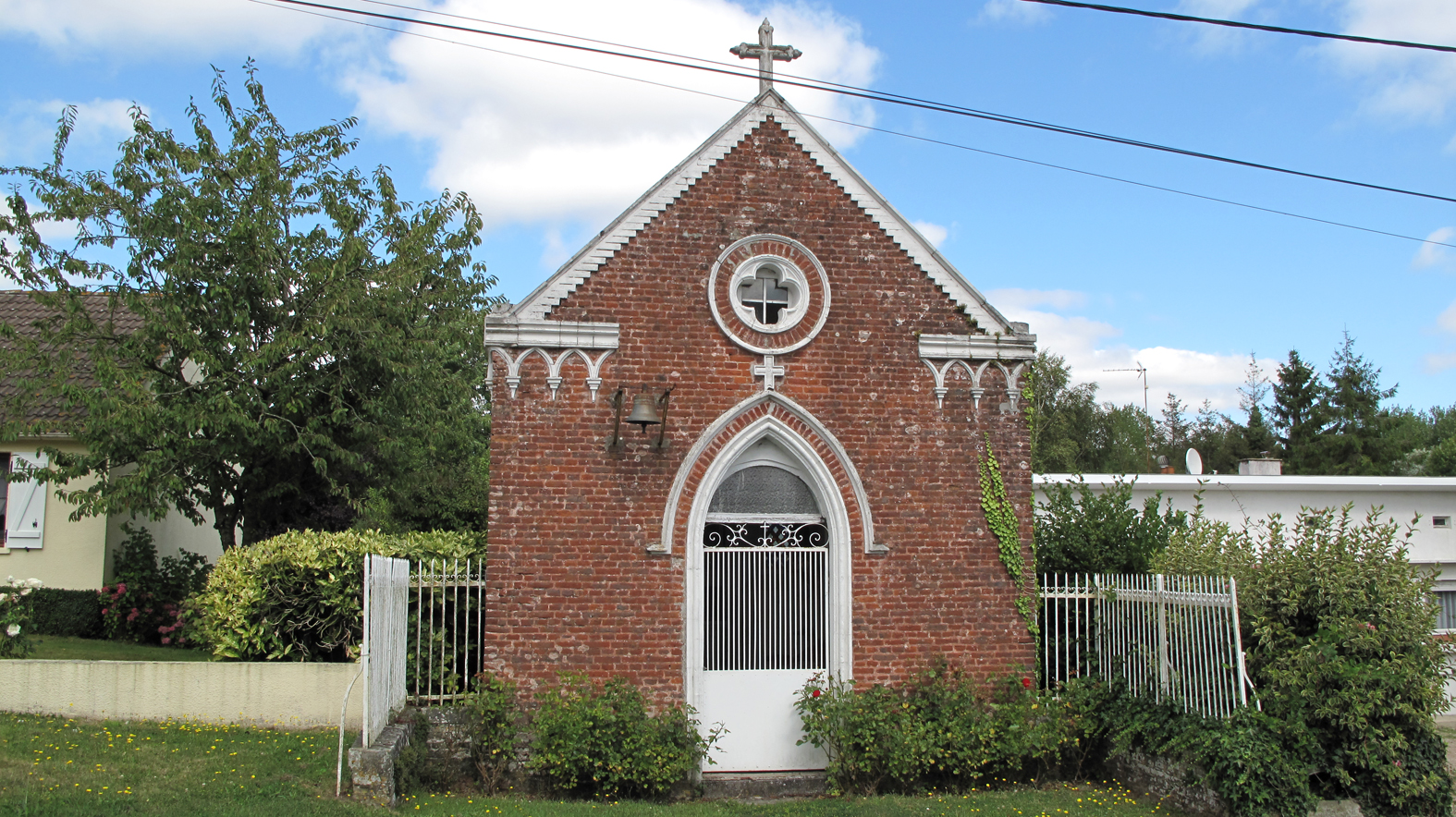
Kapelle Notre-Dame-des-Sept-Douleurs